# Front Popular Panrús
El Front Popular Panrús (rus: Obshcherossiyskiy narodnyy front), inicials en anglès ONF, és una coalició política rusa que es va fundar l'any 2011 pel llavors Primer ministre de Rússia Vladimir Putin, per tal de proporcionar a Rússia Unida "idees noves, suggeriments nous i cares noves". Pretén una aliança formal entre el partit governant i un nombrós grup rus d'organitzacions no governamentals El 12 de juny de 2013, Putin va ser elegit el seu dirigent.

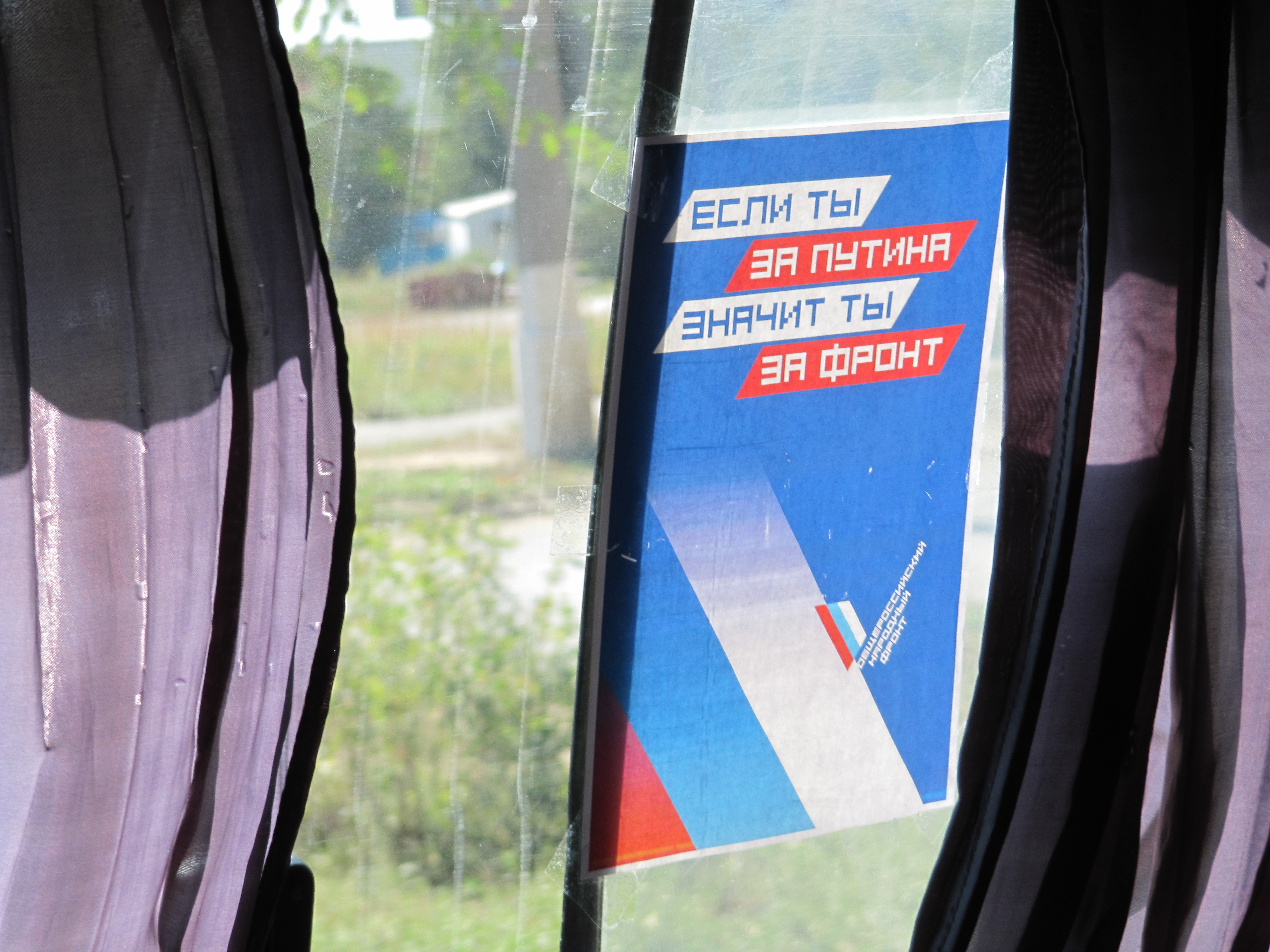
Cartell del front en un Marshrutka

A la reunió de Rússia Unida el 6 de maig de 2011, Putin va demanar la creació d'un "front popular ample de forces simpatitzants" per concórrer a les eleccions de la Duma. Va incloure Rússia Unida i altres partits polítics, associacions empresarials, sindicats i organitzacions juvenils, de dones, i de veterans. Va reclamar incloure a la llista de partit, candidats provinents de la societat civil.
Es va obrir una pàgina web per implicar-se en el seu lideratge i branques regionals. El Front va instar a individus i grups que es preocupen pel "destí" i "victòria" de Rússia a voler "accedir a participar en el poder".
A l'abril del 2011 a una reunió amb el Consell de Coordinació del Front, Putin va dir que les activitats del front continuarien després de les eleccions. A la mateixa reunió, Putin també va dir que Rússia hauria d'assegurar en el parlament quedar com a primera força. El maig del 2011, centenars d'empreses van incorporar la seva força laboral a l'organització, incloent-hi al voltant de 40.000 treballadors de la Unió Empresarial siberiana.
El 12 de juny de 2013, el moviment va convocar el seu congrés inaugural, elegint a Putin com el seu líder. El congrés també va escollir el personal Central del front: el director de cinema Stanislav Govorukhin, Delovaya Rossiya, copresident Alexander Galushka i com a membre de la Duma Estatal a Olga Timofeyeva.
Segons la Carta, l'objectiu del Front és "promocionar la unitat i la solidaritat civil en el nom de l'èxit històric de Rússia "; el desenvolupament del país com estat, lliure, fort i sobirà amb una economia robusta; el creixement econòmic ràpid; i la confiança en la família. La llista dels fundadors d'ONF era de 480 persones, incloent-hi activistes de sindicats, treballadors, científics, treballadors de la cultura, atletes, homes de negocis, agricultors, polítics i metges.
El 4 de desembre de 2013, es va celebrar la conferència. La conferència, va durar fins al 6 desembre, i es va parlar del procés d'implementar reformes sanitàries, econòmiques, en els serveis de comunitat, educatives i en el món de la cultura. La reunió va tenir nombroses taules rodones sobre els anomenats "decrets de maig" del president i va abordar debats interns de la agenda.
El gener de 2014, el Front va registrar la seva primera oficina regional a la ciutat de Lipetsk, situada aproximadament a 440 quilòmetres al sud de Moscou, en el Ministeri de Justícia de Rússia.
El 21 d'octubre de 2019, la Cort Suprema de Rússia, arrel d'una demanda del Ministeri de Justícia, va liquidar el Partit Agrari de Rússia per no participar en les eleccions durant 7 anys, acabant també amb la seva participació en el Front.

## Organitzacions membres
| Nom(abreviatura) | Nom(abreviatura)                                                                         | Ideologia                                        | Duma Estatal                         |
| ---------------- | ---------------------------------------------------------------------------------------- | ------------------------------------------------ | ------------------------------------ |
|                  | Rússia Unida Единая Россия                                                               | Conservadorisme nacionalista                     | 339/450                              |
|                  | Rodina - Unió Nacional Patriòtica (Партия)                                               | Ultranacionalisme, populisme de dreta            | 1/450                                |
|                  | Patriotes de Rússia (Патриоты России)                                                    | Esquerra-ala nacionalista, socialisme democràtic | 0/450                                |
|                  | Partit Socialista Progressista d'Ucraina (Прогрессивная социалистическая партия Украины) | Russofilia, esquerra populista                   | (Seients a Verkhovna Rada d'Ucraïna) |

El Front de Totes les Persones de Rússia també inclou les organitzacions següents:
- Federació de Sindicats Independents de Rússia
- Unió russa d'Industrials i Empresaris
- Guàrdia jove de Rússia Unida
- Unió Empresarial Siberiana
- Tota-Rússia Pública Civil-Moviment Patriòtic
- Unió de Pensionistes de Rússia
- Unió de Treballadors del Transport de Rússia
- Unió de Dones de Rússia
- Moviment de Morts en Carreteres
- Suport de Rússia

## Anàlisi
Segons el periodista Steve Rosenberg en un article per la BBC, el Front podria reemplaçar Rússia Unida en el futur, el qual era la raó probable per la seva creació.